# Domício Costa
Domício Costa dos Santos Filho (Rio de Janeiro, 2 de dezembro de 1928 — Rio de Janeiro, 5 de março de 2016) foi um ator, dublador e diretor de dublagem brasileiro.

## Biografia
Domício Costa nasceu em 2 de dezembro de 1928 na cidade do Rio de Janeiro.
Como radioator já fez trabalhos importantes nos tempos áureos da Rádio Nacional onde, dentre outras obras, atuou como Judas na famosa adaptação da vida de Cristo para o rádio, feita por Ghiaroni.[carece de fontes?] Como ator, além de vários filmes e peças de teatro, fez participações na TV em novelas, Os Trapalhões, Chico City, Chico Total, entre outros. Atualmente no rádio, fez participações atuando no quadro Você Decide no Show do Antônio Carlos, da Rádio Globo. Participou do CD Histórias e Orações dos Santos, narrando a vida de São Paulo (produção de Antônio Marcos Pires).
Entrou na dublagem em 1958 e trabalhou em empresas como Herbert Richers, Cinecastro, TV Cinesom, Dublasom Guanabara, Peri Filmes, Telecine, VTI, Delart, Wan Macher, entre muitas outras. Era ele quem, no início de 1970, dizia a frase "Versão brasileira CineCastro, Rio de Janeiro e São Paulo". É conhecido por dublar os personagens Muttley e Dick Vigarista, no desenho animado Corrida Maluca e também do protagonista Mightor, do desenho Mighty Mightor. A narração que fez dos documentários de Jacques Cousteau lhe renderam uma carta de próprio punho do pesquisador, elogiando seu trabalho.
Domício Costa faleceu no dia 5 de março de 2016 no Rio de Janeiro, vítima de ataque cardíaco.

## Filmografia
| Ano  | Título         | Papel  | Notas |
| ---- | -------------- | ------ | ----- |
| 1966 | Almas de Pedra | Abílio |       |

| Ano  | Título               | Papel | Notas |
| ---- | -------------------- | ----- | ----- |
| 1978 | A Morte Transparente |       |       |

## Dublagens

### Desenhos e animes
- Iroh em Avatar: A Lenda de Aang[5]
- Thunderbolt em Cavalo de Fogo[5]
- Devimon em Digimon Adventure[5]